# Чельгрен, Юсеф

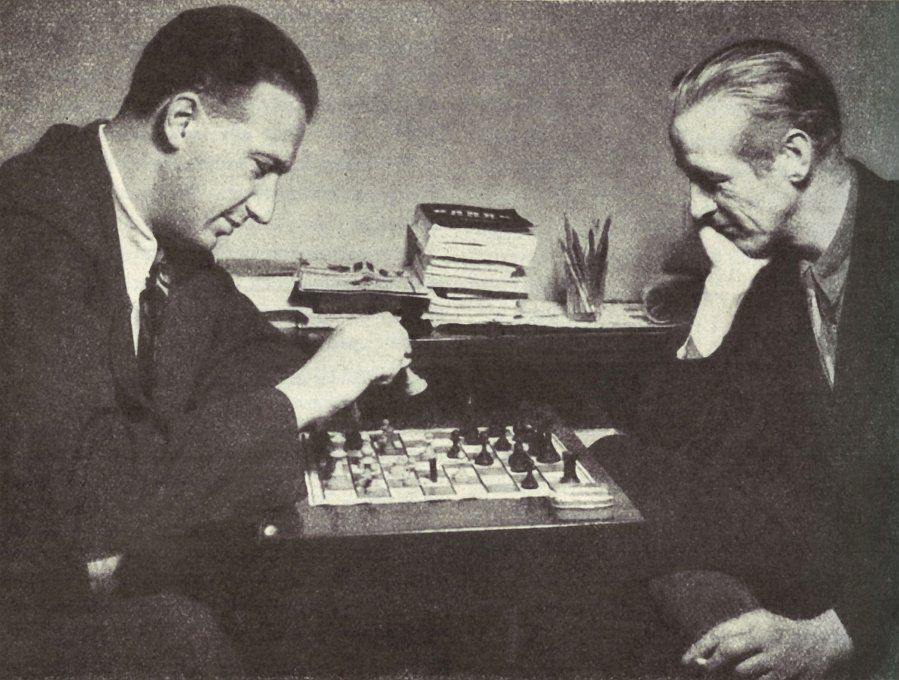
Писатели Юсеф Чельгрен и Рудольф Вернлунд играют в шахматы.

Юсеф (Йо́сеф) Че́льгрен (швед. Josef Kjellgren; 13 ноября 1907, Мёркё, Сёдерманланд, Швеция — 8 апреля 1948, Стокгольм, Швеция) — шведский писатель.

## Биография
Вырос на острове Мёркё в архипелаге Троса. Его отец был моряком и часто отправлялся в дальние плавания. В детские годы Юсеф увлёкся морем: был юнгой, матросом, позже стал разнорабочим. Устроился на работу в машинное отделение на Стокгольмской шерстяной фабрике, а затем кочегаром в госпитале Эйра. В стокгольском районе Сёдермальме Кьеллгрен в раннем возрасте подружился с Эриком Асклундом, который также стал писателем. В 1929 году друзья отправились в пеший поход в Париж.
Будучи журналистом, не терял связи с рабочим классом, выразителем чаяний которого себя ощущал. Внес заметный литературный вклад как портретист рабочих, в первую очередь через рассказы о жизни моряков. Как писатель метался между модернистскими течениями (входил в литературную группу «Пятёрка молодых» швед. Fem unga) и социалистическим реализмом, навеянным увлечением Максимом Горьким. Выступал убеждённым антифашистом и итернационалистом. Писал стихи, прозу, пьесы. Умер от туберкулёза, которым впервые заболел в 15 лет.

## Сочинения
- Люди и мост / Människor kring en bro. роман 1935. (русский перевод 1938)
- Skott i vattenlinjen. новелла 1936.
- Смарагд / Smaragden. роман 1939.
- Золотая цепь / Guldkedjan. роман 1940.
- Kamratskap mellan män. роман 1947.
- Nu seglar jag. роман 1948.
- På snålskjuts genom Europa. Reseskildring 1930.
- Свет маяка / Fyrsken.  1931.
- Spansk odyssé. Reseskildring 1932.
- Запад / Occident. Diktsamling 1933.
- Themsen flyter förbi. Dikter och prosaskisser 1937.
- Неизвестный шведский солдат / Okänd svensk soldat. пьеса 1938.
- Pank och fågelfri. Reseskildring 1941. (Ny utgåva av På snålskjuts genom Europa).
- Äventyr i skärgården. Ungdomsskildring 1941.
- Nya äventyr i skärgården. Ungdomsskildring 1942.
- Собрание сочинений / Samlade Skrifter 1-8 (Red. Erik Asklund) Stockholm, 1950-1951.